# Mbabane Wschodnie
Mbabane Wschodnie – inkhundla w Dystrykcie Hhohho w Królestwie Eswatini. Według spisu powszechnego ludności z 2007 r. zamieszkiwało go 36 792 mieszkańców. Inkhundla dzieli się na osiem imiphakatsi: Corporation, Fonteyn, Gobholo, Maqobolwane, Mcozini, Mncitsini, Mntulwini, Sidwashini.